# Maya
 Denne artikel omhandler mayafolket. Opslagsordet har også en anden betydning, se maya (illusion).
Mayaerne er et folk i det sydlige Mexico og det nordlige Mellemamerika med en 3000-årig historie. Mayaerne var en del af de mesoamerikanske præcolumbianske kulturer. Mayafolket forsvandt aldrig; der bor i dag millioner af mayaer i området, og flere af dem taler et af maya-familiens sprog.
Denne artikel beskriver især mayaernes civilisation før spaniernes erobring.

## Geografisk position
Den geografiske udbredelse af Maya-civilisationen kendt som Maya-området strakte sig over de sydlige mexicanske stater Chiapas, Tabasco og Yucatán-halvøens stater: Quintana Roo, Campeche og Yucatán. Mayaområdet strakte sig også over hele den nordlige centralamerikanske region og vore dages Guatemala, Belize, El Salvador og det vestlige Honduras.
Som den største subregion i Mesoamerica omfattede den et stort og varieret landskab, fra de bjergrige regioner af Sierra Madre til de halvtørre stepper af det nordlige Yucatán. Klimaet i området varierer ganske meget, eftersom de lavtliggende områder er særligt udsatte for orkaner og tropiske storme, som hærger Caribien

## Oprindelse
Arkæologiske fund fortæller, at mayaerne begyndte at bygge ceremoniel arkitektur for ca. 3000 år siden. Der er nogen uenighed om grænserne og forskellene mellem de tidlige mayaer og deres naboer i den før-klassiske mesoamerikanske civilisation, olmeker-kulturen. Olmekerne og de tidlige mayaer lader til at have haft indflydelse på hinanden.
De tidligste monumenter består af enkle begravelseshøje, forløberne for de pyramider.
Senere forsvandt olmekerkulturen efter at have præget Yucatán-halvøen, det nuværende
Guatemala og andre områder.
Mayaerne byggede de berømte byer Tikal, Palenque, Copán og Kalakmul, foruden Dos Pilas, Uaxactun, Altun Ha og mange andre i området. De etablerede et landbrugsintensivt og bycentret rige bestående af mange uafhængige bystater. De mest bemærkelsesværdige monumenter er de pyramider, som blev bygget i de religiøse centre og herskernes tilhørende paladser. Andre vigtige arkæologiske levn er udskårne stenplader kaldet stelae (mayaerne kaldte dem tetun eller "træ-sten"), som afbilleder herskere. I hieroglyftekster beskrives deres slægt, krigstriumfer og andre gerninger.

## Kunst og arkitektur
Mange betragter mayaernes kunst og arkitektur fra deres klassiske epoke (200 til 900 e.Kr.) som den mest avancerede og smukkeste i den nye verden. Udskæringerne og stukreliefferne i Palenque og skulpturer i Copan er særligt smukke og viser en yndefuldhed og nøjagtighed i betragtningen af den menneskelige form, der mindede de tidlige arkæologer om de klassiske civilisationer i den gamle verden, og derfor fik epoken dette navn. Der er kun bevaret få antydninger af de klassiske mayaers veludviklede malerkunst. Det er overvejende begravelseslertøj og anden mayakeramik, som har overlevet. En bygning i Bonampak indeholder tidlige murmalerier, der er bevaret ved et heldigt tilfælde. Dechifreringen af mayaernes alfabet har vist, at kunstnerne signerede deres værker.
Mayaerne havde en veludviklet kalender, som strakte sig flere tusind år frem i tiden. Deres sidst oprettede kalender endte 21. december 2012. Af flere er denne dato blevet set som tidspunktet for verdens undergang. Også Nostradamus havde den tanke, at verden går under denne dato. Andre er overbeviste om, at Jorden ikke vil gå under, når mayaernes kalender udløber, fordi en ny kalender vil træde i kraft umiddelbart efter.

## Skriftsystem
Mayaernes skriftsystem kaldes ofte hieroglyffer pga. en overfladisk lighed med den egyptiske skrift, som den dog ikke er beslægtet med). Den er en kombination af fonetiske symboler og ideogrammer. Det er det eneste skriftsystem i den præ-colombianske nye verden, som fuldstændigt kan repræsentere det talte sprog i samme omfang, som det skrevne sprog i den gamle verden. Dechifreringen af mayaernes skrifter har været et langsommeligt arbejde. Dele af skrifterne blev dechifreret i slutningen af 1800-tallet og begyndelsen af 1900-tallet(især de dele, der har med tal, kalenderen og astronomien at gøre). Det store gennembrud kom dog først i begyndelsen af 1960'erne og 1970'erne. Herefter gik dechifreringen hurtigt. Størstedelen af mayaernes tekster kan læses næsten i deres helhed på det oprindelige sprog. Desværre beordrede spanske præster kort efter erobringen, at alle mayaernes bøger skulle brændes. De fleste steninskriptioner overlevede, især i byer, der allerede var forladt, da spanierne ankom, mens kun tre bøger og nogle få sider af en fjerde er bevaret fra de ældgamle biblioteker. Aflange gipsstykker og afskallet maling er hyppige opdagelser i mayaarkæologien; det er de sørgelige rester bøger – alt det organiske materiale er nedbrudt.
Om de få bevarede mayaskrifter har den fremtrædende arkæolog Michael Coe fra Yale University udtalt:
"Vores viden om de gamle mayaers tanker kan kun repræsentere en beskeden del af helheden, da kun fire bøger ud af de tusinder, hvori hele deres lærdom og ritualer var nedskrevet, er bevaret i moderne tid (svarende til, at alt hvad vores eftertid ved om os, er baseret på tre bønnebøger og bogen Pilgrim's Progress)." (Michael D. Coe, The Maya, London: Thames and Hudson, 4. udgave, 1987, side 161.)

## Matematik
Mayaerne (eller deres olmekiske forgængere) udviklede uafhængigt begrebet nul, og faktisk brugte de nullet i flere århundreder, før den gamle verden og anvendte et tyvetalssystem; se mayaernes tal).

Inskriptioner viser, at de arbejdede med summer på op til flere hundrede millioner. De foretog meget nøjagtige astronomiske observationer; deres kort over Månens og planternes bevægelser svarer til eller overgår alle andre civilisationer, der arbejdede med observationer foretaget med det blotte øje. Mayaernes beregninger af solårets længde var i nogen grad bedre end den gregorianske kalender.

## Mayaernes tilbagegang
I det 8. og 9. århundrede e.Kr. begyndte det at gå tilbage for den klassiske mayakultur, og de fleste byer i det centrale lavland blev forladt. Årsagerne menes at være krige, udpining af landbrugsjorden og tørke, eller en kombination af disse faktorer. Der er arkæologiske beviser på krigsførelse, sult og oprør mod eliten i forskellige udgravninger i det centrale lavland.
Mayaernes byer i det nordlige lavland i Yucatán trivedes fortsat i nogle århundreder. Nogle af de vigtigste steder på den tid var Chichen Itza, Uxmal, Etzna og Coba. Efter de herskende dynastiers fald i Chichen Itza og Uxmal herskede Mayapan over hele Yucatan indtil et oprør i 1450; området blev omdannet til bystater indtil Spaniens erobring.
De postklassiske mayastater trivedes fortsat i det sydlige højland. Et af mayakongedømmerne i området Q'umarkaj er kendt for det bedste historiografiske og mytologiske arbejde, Popol Vuh.
Spanierne påbegyndte deres erobring af mayaernes områder i 1520'erne. Nogle mayastater gjorde lang og hårdnakket modstand. Først i 1697 lykkedes det spanierne at erobre den sidste selvstændige mayabystat.
Spaniens amerikanske kolonier var næsten afskåret fra resten af verden, og ruinerne af de store ældgamle byer var derfor kun kendt af beboerne. I 1839 havde den amerikanske rejsende John Lloyd Stephens hørt om ruiner i junglen og besøgte Copan, Palenque og andre steder sammen med den engelske arkitekt og tegner Frederick Catherwood. Deres illustrerede beretninger om ruinerne vakte stor interesse blandt befolkningen i området, og ruinerne blev igen vitale bindeled til den mesoamerikanske arv.
Meget af den nuværende landlige befolkning i Guatemala og Belize er mayaer, og maya er deres primære sprog; der findes også stadig en mayakultur i det landlige Mexico.

## Liste over mayaruiner

### De vigtigste ruiner
- Chichen Itza
- Coba
- Copan
- Kalakmul
- Tikal
- Uxmal

### Andre vigtige mayaruiner
- Altar de Sacrificios
- Altun Ha
- Becan
- Bonampak
- Caracol
- Chinkultic
- Dos Pilas
- Dzibilchaltun
- El Mirador
- Etzna
- Izamal
- Kabaah
- Kaminaljuyu
- Labna
- Lubaantun
- Mayapan
- Naranjo
- Nim Li Punit
- Palenque
- Piedras Negras
- Quirigua
- Rio Bec
- Sayil
- Seibal
- Tonina
- Tulum
- Uaxactun
- Xunantunich
- Yaxchilan